# Гори Ереба
Гори Ереба (лат. Erebus Montes) — це група гір у квадранглі Diacria на планеті Марс, розташована за координатами 35,66° пн. ш., та 185,02° зх. д.. Протяжність цих гір становить близько 785 км, а свою назву вони отримали від назви деталі альбедо, розташованої за координатами 26° пн. ш., 182° зх. д..
Регіон Erebus Montes є одним із об'єктів досліджень, спрямованих на те, щоб вивчити геологічну історію Марса. Досліджуючи гори Ереба, вчені основну увагу звертають на ступінь ерозії в цьому регіоні, особливо в порівнянні з іншими подібними об'єктами, такими як Phlegra Montes. Значну увагу приділяють дослідженню осипових конусів виносу, які є залишками флювіальної діяльності тут в минулому. Дослідження проводяться на основі знімків, виконаних камерою HRSC, що на борту космічного апарата Mars Express, кмерою CTX, що на борту Mars Reconnaissance Orbiter, а також даних, зібраних альтиметром MOLA.
|                                                          |
| Північна частина Erebus Montes, на основі знімків THEMIS |

|                                                |
| Топографія Erebus Montes, на основі даних MOLA |